# Matthieu Ricard
Matthieu Ricard (tibeti: माथ्यु रिका) (Aix-les-Bains, 1946. február 15. –) francia író, a nepáli Secsen Tennji Dargyeling kolostor buddhista szerzetese (bhikkhu). 1989 óta Ricard a 14. dalai láma személyes francia nyelvű tolmácsa. Matthieu Ricard a Mind and Life intézet igazgatótanácsának a tagja, amely nyugati és a buddhista tudósok találkozásának és együttműködésének teremt színteret. Ricard a tudományos konferenciák során többször is szerepelt, például a zavaró érzelmek témakörében.

## Élete
Henri-Cartier Bresson Matthieu Ricard Franciaországban született, Savoie megyében, Aix-les-Bains városban, Jean-François Revel, neves francia filozófus és Jahne Le Toumelin absztrakt festő gyermekeként. Matthieu Ricard intellektuális körökben nevelkedett, neves tudósok társaságában. Doktori fokozatát a párizsi Pasteur Intézetben szerezte 1972-ben molekuláris genetika témakörben, François Jacob Nobel-díjas fizikus pártfogása mellett. A tudományos fokozat megszerzése után döntött úgy, hogy hátrahagyja korábbi tudományos vizsgálódásait és a tibeti buddhizmus gyakorlatának szenteli élete további részét. A Himalájába költözött és a Kandzsúr rinpocse és más neves tibeti buddhista tanító tanítványa, majd Dilgo Khjence rinpocse legközelebbi tanítványa lett, a mester 1991-ben bekövetkezett haláláig.
Ricard spirituális mesterekről, tájakról és a himalájai emberekről készült fényképei több magazinban és könyvben jelentek meg és sok könyvet fordított le francia nyelvre. A saját édesapjával készült párbeszédekből készült műve, A szerzetes és a filozófus (angol címén a The Monk and the Philosopher), Európában bestseller díjat kapott és 21 nyelvre lefordították. Az A Kvantum és a lótusz című könyvében a tudomány és a buddhizmus kapcsolatáról ír. A 2003-as Plaidoyer pour le bonheur (angolul megjelent fordítása: Happiness: A Guide to Developing Life's Most Important Skill) című könyve a boldogság jelentését és megvalósítását járja körül. Ez a legutóbbi szülőhazájában érdemelt bestseller díjat.

## Tudományos munkássága
A média „a világ legboldogabb emberének” nyilvánította ki. Matthieu Ricard vállalkozott a Wisconsin–Madison Egyetem kísérletében való részvételre, amely a boldogságról szólt, és ebben a kísérletben jelentősen magasabb pontszámot ért el, mint a kísérletben részt vevő több száz más ember. Társszerzője volt egy tanulmánynak a legalább hároméves elvonuláson meditációs gyakorlatot végző szerzetesek agyáról, amelynek ő maga is az egyik alanya volt.
Ricard kutatásokat végez a tudat tréningezésének (lojong) agyra gyakorolt hatásával kapcsolatosan, a Madison-Wisconsin, a Princeton és a Berkeley egyetemeken. Keleten végzett humanitárius munkáiért kitüntették a Francia Köztársaság Nemzeti Érdemrendjével. Az elmúlt években Ricard minden nemű jövedelmét különböző ázsiai jótékonysági projekteknek adományozta, amelyek kórházak, iskolák és árvaházak építésével és karbantartásával foglalkoznak.
Ricard felszólalt a Világ Boldogság Fórumának konferenciáján Sydney-ben, Londonban, San Franciscóban és Szingapúrban.
2015. júniusánan a Spirituality & Health Magazine címlap sztorija volt Ricard „Altruizmus: az együttérzés ereje, hogy megváltoztasd magad és a Világot” (Altruism: The Power of Compassion to Change Yourself and the World című cikkének angol nyelvű fordítása.

## Könyvei
- Ricard, Matthieu. Les Migrations Animales, Collection Jeune Science (french nyelven). Paris: Éditions Robert Laffont (1968). ISBN 978-2221036303
- Le Moine et le Philosophe: Le bouddhisme aujourd'hui, 2nd (french nyelven), Paris: NiL Éditions (1999). ISBN 978-2841110667
- Ricard, Matthieu. Plaidoyer pour l'altruisme: La force de la bienveillance (french nyelven). Paris: NiL Éditions (2013. szeptember 19.). ISBN 978-2841116232
- Ricard, Matthieu. Plaidoyer pour les animaux: Vers une bienveillance pour tous (french nyelven). Paris: Allary Éditions (2014. szeptember 10.). ISBN 978-2-37073-028-2

## Magyarul
- A meditáció művészete; ford. Kovács Zsuzsa; Bioenergetic, Budapest, 2017
- Boldogság. Hogyan fejlesszük az élet legfontosabb képességét?; ford. Herczegh Máté; Bioenergetic, Budapest, 2021